# Грейхаунд
Грейхаунд (англ. greyhound, этимология неизвестна) — английская борзая. Стандарт Международной кинологической федерации № 158.
Грейхаунды — это охотничьи собаки, способные очень быстро бежать на коротких дистанциях и способные, например, поймать зайца.
Наивысшая для борзых собак скорость была зафиксирована 5 марта 1994 года в Австралии, грейхаунд по кличке Стар Тайтл развил скорость 67,32 км/ч.

## Этимология
Происхождение названия не установлено, с английским словом grey («серый») название этой породы не связано; вторая его половина означает «собака».

## История породы
В Древнем Египте существовал похожий гладкошёрстный тип борзых (егип. jesem), что следует из изображений в гробнице Мереруки (XXIV век до н. э.). Однако исследования ДНК в 2004 году показали, что грейхаунд не был близко связан с этими породами, но является роднёй овчаркам. Предполагают, что они происходят от vertragus — борзых, которых держали кельты из восточной Европы или Евразии. Предполагается, что они (или собаки, которых называли тем же именем) появились на территории Британских островов в VI-V веках до н. э. от кельтов с материковой Европы.
История скрывает некоторые подробности появления грейхаундов в Европе, хотя охота с борзыми уже в X веке стала развлечением английской знати и источником пропитания для крестьян. Однако после выхода в 1014 году «Закона о лесах», грейхаунд стал исключительной привилегией знати: крестьянам их содержание строжайше воспрещалось.

## Характеристики
- Обычный рост (оценивается высота по холке) взрослых собак составляет 71—76 см для кобелей и 68—71 см для сук.
- Стандарт не оговаривает вес, но обычно он составляет для кобелей 27—40 кг, для сук 26—34 кг.
- Окрас: белый, рыжий, голубоватый, буроватый, чёрный, песочный, рыже-жёлтый, сочетание белого цвета с любым из перечисленных.
- Телосложение: крепкое сложение, симметричная и мускулистая, четкие контуры, глубокая грудь, развитые плечи, крепкие задние ноги, удлиненная голова и длинная шея.
- Интеллект: считаются одними из самых умных и хорошо понимающих человека собак, легко поддаются дрессировке.
- Уход: довольно прост, могут счастливо жить в городских условиях, не требуют очень длительных прогулок (двух-трёх раз в день не более часа вполне хватает).